# أولاد حاد (أولاد خليفة الشمالية)
أولاد حاد هو دُوَّار يقع بجماعة براشوة، إقليم الخميسات، جهة الرباط سلا القنيطرة في المملكة المغربية. ينتمي الدوّار لمشيخة أولاد خليفة الشمالية التي تضم 8 دواوير. يقدر عدد سكانه بـ 486 نسمة حسب الإحصاء الرسمي للسكان والسكنى لسنة 2004.

## روابط خارجية
- البوابة الوطنية للجماعات الترابية
- المندوبية السامية للتخطيط